# جورج تي بابيت جونيور
جورج تي بابيت جونيور (بالإنجليزية: George T. Babbitt, Jr.)‏ هو طبال وضابط أمريكي، ولد في 22 يونيو 1942 في بريميرتون في الولايات المتحدة.